# Godofredo III de Lovaina
Godofredo III de Lovaina (1140 - 10 ou 21 de agosto de 1190) foi conde de Lovaina, conde de Brabante, marquês de Antuérpia e duque da Baixa-Lotaríngia com o nome de (Godofredo VII) de 1142 a 1190. 
Foi filho de Godofredo II (1100 - 13 de Junho de 1142), conde de Lovaina, de Bruxelas, conde de Brabante, marquês de Antuérpia e duque da Baixa-Lotaríngia, e de Lutegarda de Soulzbach (1109 - 1163) filha de Berengário II de Soulzbach, conde de Soulzbach e de Adelaide de Lechsgemünd.
Imediatamente após sua tomada do poder, parentes e senhores brabaneses passaram a procurar por uma maneira de lucrar com sua pouca idade, revoltando-se e entregando seus domínios à anarquia. Uma trégua foi provocada com o advento da segunda cruzada e a regência começa a retomar o poder. 
Godofredo está presente na coroação de Henrique Berengário, filho do imperador Conrado III em 1147. Ordena a construção do forte de Nedelaer no monte de Grimbergen.
Em 1148, tendo o imperador partido para a cruzada, revoltas retomam o landgraviato de Brabante e Godofredo, ainda jovem, não consegue controlar seus domínios. Foi somente quando da tomada do poder por um novo imperador, Frederico I Barbarossa, em 1154, que a paz foi possível.
Godofredo III se beneficia do casamento com Margarida de Limburgo, pondo um fim à rivalidade entre as duas linhas familiares quanto à Baixa-Lotaríngia. Em 1159, Godofredo põe um fim à guerra com os Berthout, senhores de Grimbergen e Malines, que havia durado dezoito anos (1141-1159).
Uma batalha coloca Godofredo em oposição ao conde de Hainaut em 1171, e sofre uma importante derrota. Negocia em 1179, para seu filho Henrique I de Brabante, o casamento com uma sobrinha de Filipe da Alsácia, conde de Flandres. No contrato de casamento, promete-se ao companheiro que vier a enviuvar-se as tribunas feudais do condado de Lovaina. Em 1183, seu filho já estando capaz de governar, obtém o título ducal ao landgraviato de Brabante e parte para libertar Jerusalém de 1183 a 1184.
Morre em 1190, tendo consideravelmente aumentado seus domínios, que foram transmitidos a seu filho Henrique.

## Casamento e filhos
Casa-se em primeiras núpcias, em 1155, com Margarida de Limburgo (1135 † 1172), filha de Henrique II de Limburgo, conde de Limburgo, e de Matilde de Saffenberg (? - 1145), filha de Adolfo I de Saffenberg e de Margarida de Schwarzenberg, de quem teve:
1. Henrique I de Brabante (1165 - 5 de Setembro de 1235), primeiro duque de Brabante; casou-se por duas vezes a primeira com Matilde de Bolonha (1170 - 1210) filha de Mateus da Alsácia e de Maria de Blois. O segundo casamento foi em 1213 com Maria de França, princesa de França (1198 - 1224) filha de Filipe II Augusto, rei de França e de Inês de Merânia (1170 - 1201).
2. Adalbero de Lovaina (1166 † 1192), bispo de Liège.

Ao enviuvar em 1180 voltou a casar-se, desta feita com Imagina de Looz (? - 5 de Junho de 1214), filha de Luís I de Looz, conde de Looz e de Inês de Metz de quem teve:
1. Guilherme de Lovaina (1180 -?), senhor de Perwez e de Ruysbroek; casou com Maria de Orbais.
2. Godofredo de Lovaina († 1225) casou com Alice de Hastings. Mudou-se para a Inglaterra em 1196.